# Odontopera azelinaria
Odontopera azelinaria är en fjärilsart som beskrevs av Swinhoe 1904. Odontopera azelinaria ingår i släktet Odontopera och familjen mätare. Inga underarter finns listade i Catalogue of Life.